# 日本電影節
日本電影節（英語：JAPANESE FILM FESTIVAL）是在新加坡舉行，有關日本電影的電影節活動。最早是在1983年舉辦，1999年至2016年固定每年舉辦，以新加坡民眾為對象進行策劃，由新加坡的策劃團隊主導，會包括許多種類的經典日本電影、獨立日本電影以及日本商業電影。2017年沒有電影節活動。2018年起，以東京国际交流基金提出的新方針，日本電影節改以日本商業電影為主。

## 歷史
日本電影節是在1983年在新加坡建立的。電影節是由新加坡電影協會及日本大使館所規劃，在Cultural Theatre和维多利亚剧院及音乐会堂播放電影。
下一次的日本電影節是在1986年舉行。1987年時，日本駐新加坡大使三宅和助推動10月份在新加坡的日本電影節。
由於2019冠狀病毒病期間，電影節在2020年及2021年改為混合放映。之後電影節繼續用hybrid model進行，使用Shift72提供的平台。

## 外部連結
- 公式網站